# Jérémy Morel
Jérémy Morel (* 2. April 1984 in Lorient) ist ein ehemaliger französisch-madagassischer Fußballspieler. 

## Karriere

### Verein
Der Abwehrspieler stand seine komplette Karriere in Frankreich unter Vertrag und spielte dort von 2002 bis 2022 für diverse Erst- und Zweitligisten. Mit Olympique Marseille gewann er 2011 den nationalen Superpokal sowie ein Jahr später die Coupe de la Ligue. Insgesamt absolvierte Morel 425 Erstligaspiele (10 Tore), 72 Partien (5 Tore) in der Ligue 2 und kam 46 Mal im Europapokal (2 Tore) zum Einsatz.

### Nationalmannschaft
Von 2018 bis 2021 bestritt Morel insgesamt 13 Länderspiele für die madagassische A-Nationalmannschaft und erzielte dabei einen Treffer. Dieser fiel am 19. November 2019 bei der Qualifikation zum Afrika-Cup gegen den Niger (6:2).

## Erfolge
- Französischer Superpokalsieger: 2011
- Französischer Ligapokalsieger: 2012